# Şelli
Şelli (eingedeutscht Schelli) ist ein Dorf im Rayon Ağdam von Aserbaidschan.

## Geographische Lage und Geschichte
Şelli liegt ca. 3,5 Kilometer südwestlich der Provinzhauptstadt Ağdam.
Gemäß der administrativ-territorialen Aufteilung der Aserbaidschanischen SSR 1926 gehörte das Dorf zum Ujesd Ağdam. Nach der Verwaltungseinteilung von 1961 und 1977 gehörte die Ortschaft dem Rayon Ağdam der Aserbaidschanischen SSR an.
Im Ersten Bergkarabachkrieg (1992–1994) wurde Şelli im Zuge der Sommeroffensive der armenischen Truppen im Juli 1993 besetzt. Die Bewohner wurden zur Flucht getrieben. 2020 kam der Ort nach dem Ende des Krieges um Bergkarabach laut der trilateralen Vereinbarung nach 27 Jahren gemeinsam mit anderen besetzten Teilen des Bezirks Ağdam wieder unter die Kontrolle Aserbaidschans.
Anfang Dezember 2020 besuchte Kirill Kriwoschaew, Korrespondent der russischen Zeitung „Kommersant“ das Dorf und veröffentlichte Bilder über komplett zerstörte Wohnhäuser, eine Moschee und den Friedhof. Wie die sonstigen Dörfer von Ağdam ist auch von Şelli heutzutage Ruinen übriggeblieben.